# Коламбус (Вісконсин)
Коламбус (англ. Columbus) — місто (англ. city) в США, в округах Колумбія і Додж штату Вісконсин. Населення — 5540 осіб (2020).

## Географія
Коламбус розташований за координатами 43°20′9″ пн. ш. 89°1′47″ зх. д. / 43.33583° пн. ш. 89.02972° зх. д. (43.335882, -89.029705).  За даними Бюро перепису населення США в 2010 році місто мало площу 11,00 км², з яких 10,90 км² — суходіл та 0,09 км² — водойми. В 2017 році площа становила 11,89 км², з яких 11,79 км² — суходіл та 0,10 км² — водойми.

## Демографія
Згідно з переписом 2010 року, у місті мешкала 4991 особа в 2123 домогосподарствах у складі 1336 родин. Густота населення становила 454 особи/км².  Було 2287 помешкань (208/км²).
Расовий склад населення:
| - 95,7 % — білих - 0,9 % — чорних або афроамериканців - 0,6 % — азіатів - 0,3 % — корінних американців - 1,1 % — осіб інших рас |

До двох чи більше рас належало 1,4 %. Частка іспаномовних становила 3,3 % від усіх жителів.
За віковим діапазоном населення розподілялося таким чином: 24,1 % — особи молодші 18 років, 61,8 % — особи у віці 18—64 років, 14,1 % — особи у віці 65 років та старші. Медіана віку мешканця становила 38,3 року. На 100 осіб жіночої статі у місті припадало 95,4 чоловіків;  на 100 жінок у віці від 18 років та старших — 94,4 чоловіків також старших 18 років.
Середній дохід на одне домашнє господарство  становив 72 513 долари США (медіана — 58 818), а середній дохід на одну сім'ю — 88 722 долари (медіана — 72 829). Медіана доходів становила 54 500 доларів для чоловіків та 42 196 доларів для жінок. За межею бідності перебувало 8,1 % осіб, у тому числі 5,6 % дітей у віці до 18 років та 10,6 % осіб у віці 65 років та старших.
Цивільне працевлаштоване населення становило 2631 особа. Основні галузі зайнятості: освіта, охорона здоров'я та соціальна допомога — 22,8 %, виробництво — 17,6 %, роздрібна торгівля — 13,4 %, фінанси, страхування та нерухомість — 10,4 %.